# Chiesa di San Gorgonio
La chiesa di San Gorgonio si trova sull'isola di Gorgona, frazione di Livorno.

## Storia e descrizione
Fu ricostruita nel 1723 per sostituire l'antica chiesa distrutta nel XV secolo; accanto ad essa, i magazzini utilizzati dai monaci per il trattamento e la conservazione delle acciughe sotto sale, risorsa primaria dell'isola fino al secolo scorso.
Come frequentemente accade nelle isole dell'Arcipelago Toscano, anche a Gorgona luoghi della fede e architetture militari si integrano ed identificano; così la medievale Torre Vecchia, collocata lungo la costa occidentale, fu utilizzata dai religiosi dopo la distruzione del monastero e vide la coabitazione, tra questi e i militari.
Non distante si trovano i resti del monastero di Santa Maria e di San Gorgonio, edificato attorno al V secolo da monaci eremiti; essi seguivano la regola cenobitica di Pacomio. Il monastero venne distrutto dai Saraceni nel IX secolo. Raggiunse i massimi splendori a partire dalla metà dell'XI secolo dopo la ricostruzione da parte dei benedettini. Nel 1360 i monaci abbandonarono l'isola e il complesso andò incontro ad una lenta decadenza. Oggi restano solo tracce delle mura esterne e della pavimentazione.
Nell'abitato si trova oggi una nuova chiesetta moderna.